# Teatro Cuvilliés
Il Teatro Cuvilliés o Nuovo Teatro di Corte è un teatro all'italiana in stile rococò in Germania posto all'interno della Residenza reale di Monaco di Baviera.

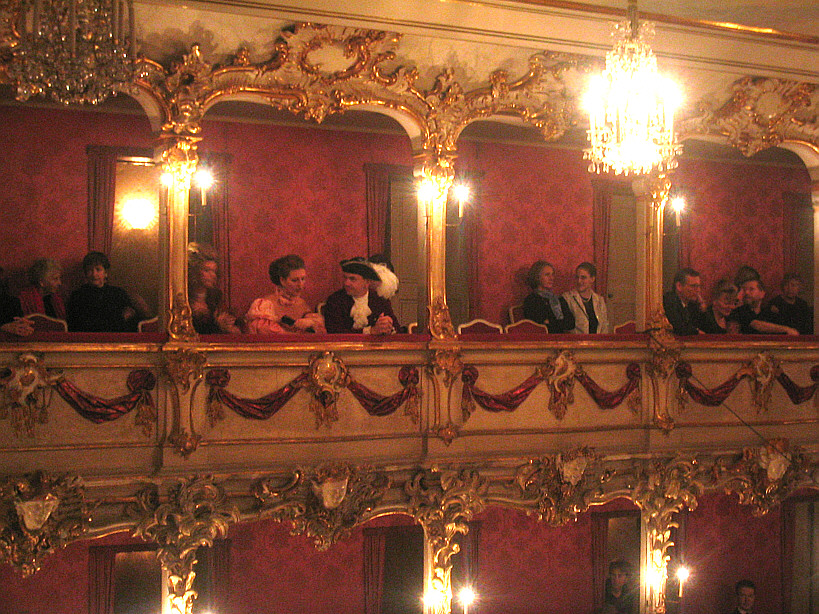
I palchi del teatro Cuvilliés

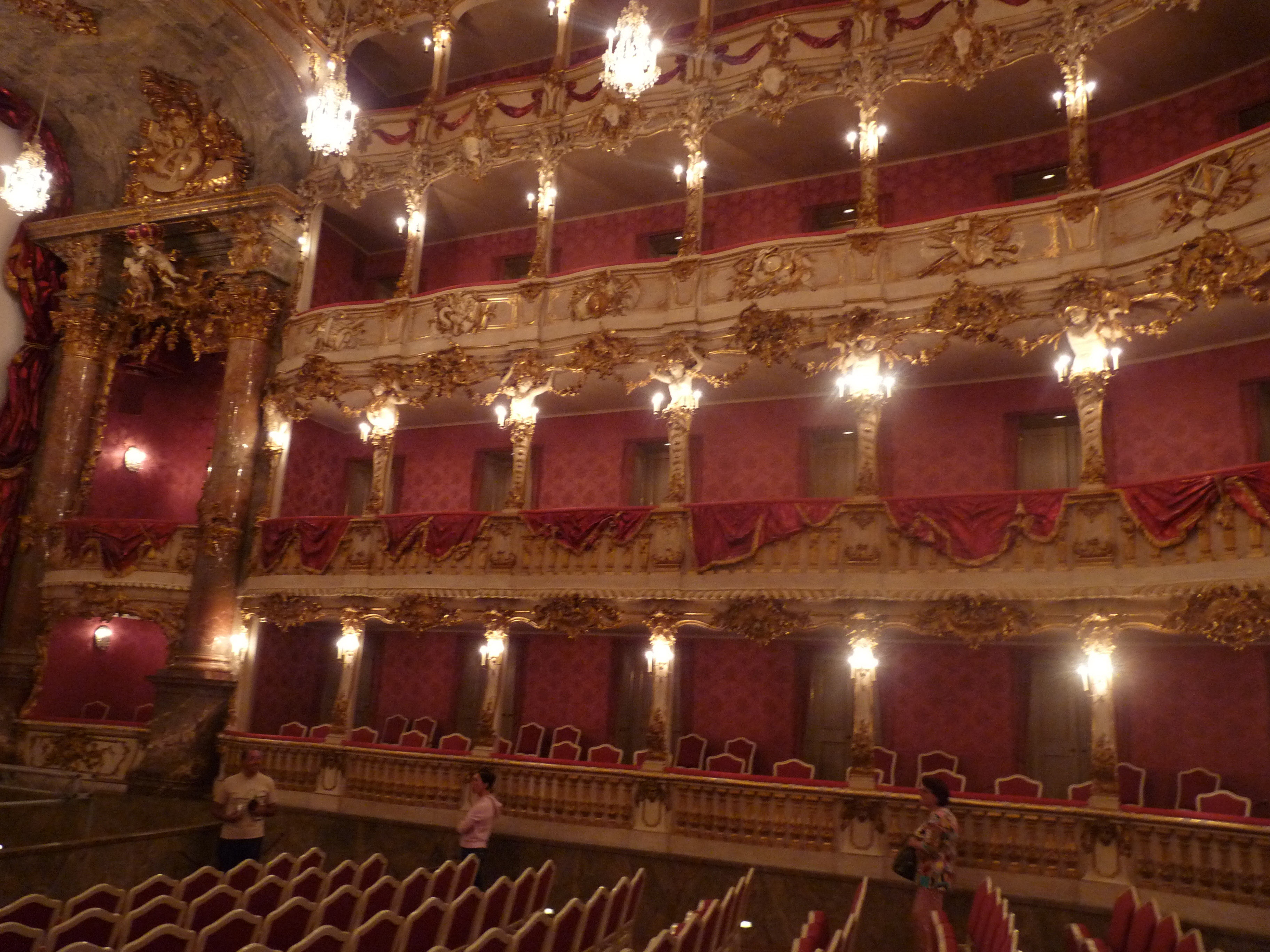
Veduta generale del teatro Cuvilliés

## Storia
Fu costruito da François de Cuvilliés il vecchio tra il 1751 e il 1753 commissionato da Massimiliano III di Baviera.
Il 12 ottobre 1753 il teatro fu inaugurato con l'opera Catone in Utica del compositore italiano e direttore dell'orchestra bavarese di corte Giovanni Battista Ferrandini.
Nel 1755 avviene la prima assoluta di Adriano in Siria di Andrea Bernasconi, nel 1760 di Il re pastore di Giuseppe Zonca, nel 1764 di L'Olimpiade di Bernasconi, nel 1765 di Le nozze di Amore e di Norizia di Pietro Pompeo Sales, nel 1769 di Antigono di Sales, nel 1770 di Scipione in Cartagena e L'eroe cinese di Antonio Sacchini con Venanzio Rauzzini e nel 1774 di Achille in Sciro di Sales.
Per questo teatro Wolfgang Amadeus Mozart compose con successo l'opera Idomeneo nel 1781.
Nel 1780 Emanuel Schikaneder canta la prima assoluta del Recitativo e Aria Warum, o Liebe, Zittre, töricht Herz, und Leide! di Mozart.
Nel 1787 avviene la prima assoluta di Castore e Polluce di Georg Joseph Vogler con Giovanni Battista Zonca.
Carlo Teodoro di Baviera nel 1795 lo aprì al pubblico e nel 1810 avviene la prima assoluta del Concertino per clarinetto in do minore/mi bemolle maggiore di Carl Maria von Weber alla presenza di Massimiliano I Giuseppe di Baviera, nel 1811 di Abu Hassan di von Weber e nel 1812 di Jephtas Gelübde di Giacomo Meyerbeer.
Dopo l'apertura del Nationaltheater (Monaco di Baviera) venne chiuso per essere riaperto nel 1857 con Massimiliano II di Baviera.
Nel 1864 avviene la prima di Huldigungsmarsch di Richard Wagner, nel 1891 di Hedda Gabler di Henrik Ibsen e nel 1903 di Le donne curiose di Ermanno Wolf-Ferrari.
Dopo i danni subiti nella seconda guerra mondiale il 14 giugno 1958 viene riaperto con Figaro's Hochzeit (Le nozze di Figaro).